# Гідрогеотермальне родовище
Гідрогеотермальне родовище (рос. гидрогеотермальное месторождение, англ. hydrogeothermal deposit, нім. geologisches Hydrothermalvorkommen n) – просторово обмежена частина водонапірної системи (пластової або тріщинної) в земній корі, в межах якої укладені експлуатац. запаси термальних вод.

## Класифікація
- Г.р. п л а с т о в о г о типу артезіанських бас. епіплатформ і міжгірських артезіанських басейнів, розвиток яких почався в мезозої і кайнозої;
- Г.р. т р і щ и н н о - ж и л ь н о г о типу в районі сучасного і молодого вулканізму і в районах складчас-тих областей.

Родовища пластового типу (однопластові і багатопластові) приурочені до водоносних комплексів (горизонтів), що залягають на глиб. від 1000-1500 до 3000-5000 м. За характером колекторів ці родовища в осн. поділяються на пластово-порові і пластово-тріщинні, розміри їх досягають сотень км². Родовища тріщинно-жильного типу мають локальний характер (одиниці-десятки км²) і пов'язані із зонами молодих, але великих тектоніч. порушень, що розтинають інтрузивні, метаморфічні, вулканогенно-осадові товщі порід (наприклад, родовище Великі гейзери в США, Паратунське і Паужетське род. на п-ві Камчатка). Фільтрація вод відбувається тут за тріщинними схемами, оскільки пористість і проникність монолітних блоків порід, як правило, малі. Продуктивна частина родовища звичайно залягає на глиб. від 500 до 1500 м. За температурою вод розрізняють родовища низькопотенційні (від 40 до 100 °С) і високопотенційні (більше 100 °С, до 300-350 °С).
Води Г.р. можуть бути прісні, солонуваті, солоні і розсольні. Експлуатують Г.р. свердловинами із застосуванням фонтанного, насосного способів, а також методу підтримки пластового тиску (ППТ) шляхом повторного закачування в пласт відпрацьованих термальних вод. Найефективніший - останній метод. При його застосуванні вилучається тепло, акумульоване не тільки підземними водами, але і вмісними породами, до того ж він екологічно чистий. Коеф. вилучення ресурсів при ППТ становить 5-12%, при насосному способі - 0,01-0,08%, фонтанному - 0,003-0,016%.